# Hémianopsie

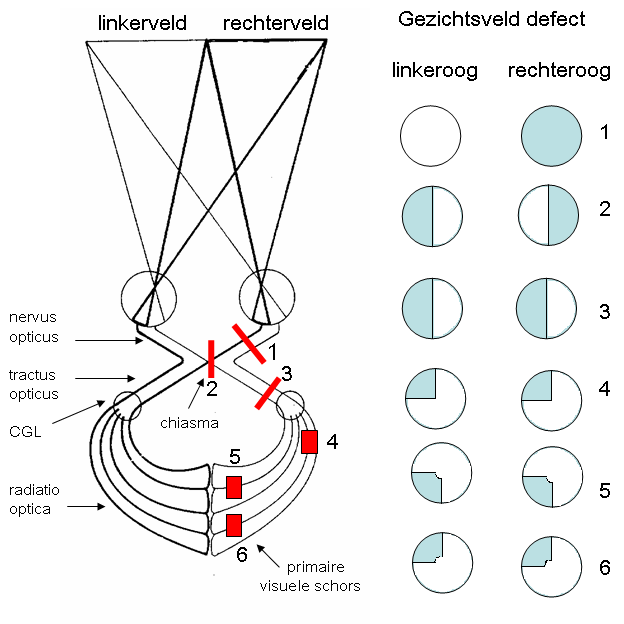
Hemia.
Un exemple des principales formes de cécité du champ visuel. La partie manquante du champ visuel est ici dessinée en bleu. Les différentes lésions possibles sont dessinées en rouge à gauche.

Une hémianopsie est une perte ou une diminution de la vue dans une moitié du champ visuel d'un œil ou des deux yeux.
Dans ce dernier cas, elle peut être hétéronyme si le champ visuel concerné de chaque œil est différent, ou homonyme dans le cas contraire.
Le champ visuel altéré peut être latéral droit, latéral gauche  (atteinte latérale), vertical haut, vertical bas (on parle alors d'atteinte altitudinale).
Lorsque cette perte n'intéresse qu'un quart et non la moitié d'un champ visuel, on parle alors de quadranopsie.
La mise en évidence de cette perte de vue sectorisée, en cas d'homonymie, permet de la rattacher à une altération des voies visuelles ou de l'aire cérébrale occipitale de projection visuelle, du côté opposé à la perte du champ visuel, droit ou gauche.

## Topographie de l'hémianopsie
- Une hémianopsie latérale homonyme traduit une lésion rétro-chiasmatique des voies (bandelettes) optiques de l'hémisphère droit ou du gauche (AVC ischémique ou hémorragique occipital).
- Une hémianopsie bitemporale traduit une lésion du chiasma optique entraînant un trouble de la vision dans les hémichamps latéraux. Cette lésion du chiasma optique peut être due à la progression d'une tumeur qui est soit :
  - Un craniopharyngiome, une tumeur bénigne de l'hypophyse à malignité locale (sans métastase) qui se développe vers le haut du crâne et notamment vers le chiasma optique, pouvant ainsi induire des lésions entraînant une hémianopsie bitemporale.
  - Un adénome hypophysaire, également une tumeur bénigne histologiquement, qu'il soit due à des problèmes de l'axe lactotrope, thyréotrope, corticotrope ou bien somatotrope.